# Mattia Bellucci
Mattia Bellucci (n. 1 iunie 2001, Busto Arsizio, Lombardia, Italia) este un jucător profesionist italian de tenis. Cea mai bună clasare a sa la simplu este locul 92 mondial, în  februarie 2025 iar la dublu, locul 321 mondial, în iunie 2024.